# Mosquée Märcani
La mosquée Märcani, (se prononce mærʑæˈni ; s'écrit en cyrillique tatar : (әл-)мәрҗани мәчете) ; est connue anciennement comme mosquée Efendi (Äfände en turc, c'est-à-dire « seigneuriale », ou « première mosquée-cathédrale »), ou comme la « mosquée de Yunısov » (selon l'orthographe turque). Elle est plus connue pour les francophones sous l'orthographe al-Marjani, Mardjani (en français), Mardzhani (en anglais), et se traduit en russe par мечеть (аль-)Марджани́ (en cyrillique). C'est une mosquée de Kazan  dans le Tatarstan en fédération de Russie construite entre 1766 et 1770 sous le règne de Catherine II grâce aux donations des habitants de la ville.

## Historique
La mosquée est construite sur permission personnelle de Catherine II après un voyage à Kazan. Soixante-deux personnes réunissent alors cinq mille roubles pour sa construction.
Après plusieurs années de persécutions des musulmans par les autorités de la Russie impériale, la mosquée Märcani marque alors un renouveau de la communauté tatare. Il s'agit de la plus ancienne mosquée encore en activité du Tatarstan et, c'est le seul lieu de culte musulman à avoir échappé aux mesures de fermeture des bâtiments religieux durant la période soviétique.
L'édifice serait l'œuvre de Vassili Kaftyrev, son architecture est influencée par le style médiéval tatar combiné avec le style « baroque provincial » et représente l'archétype de la mosquée tatare. Le bâtiment se situe dans le vieux quartier tatar (İske Tatar Bistäse, en transcription turque) sur les bords du lac de Kaban.
La mosquée Märcani est une mosquée à minaret sur le toit construite sur deux niveaux (rez-de-chaussée et un premier étage) et comprend deux grandes salles. Son minaret est à trois niveaux. L'intérieur est décoré selon le style « baroque pétersbourgeois ». En 1861, le marchand İ. Ğ. Yunısov (en transcription turque), I. G. Younoussov (en transcription française) fait une donation pour la construction d'escaliers puis en 1863 pour l'extension du mirhab et l'ouverture de nouvelles fenêtres. À cette époque la mosquée est appelée Yunısov (en transcription turque), Younoussov (en transcription française), Юнусов (en russe), Юнысов (en tatar) d'après son nom de famille, celui d'une dynastie de marchands fortunés de la ville. En 1885, le négociant Z. Ousmanov finance la rénovation du minaret et, en 1887, les marchands V. Guizetouline (W. Ğizzätullin en turc) et M. Valichine (M. Wälişi en turc) font un don pour l'adjonction d'une galerie au minaret.
Le nom actuel de la mosquée est une référence à Şihabetdin Märcani (Chigaboutdine Mardjani, en transcription française), imam tatar ayant exercé dans ce lieu de prières entre 1850 et 1889.